# Hubert Deschamps (acteur)
Pour les articles homonymes, voir Hubert Deschamps et Deschamps.
Hubert Deschamps est un acteur français né le 13 septembre 1923 à Paris, ville où il est mort le 29 décembre 1998,. Il joue le rôle de Léon Jumaucourt, le professeur des matières scientifiques et d'anglais dans le film Les Sous-doués.

## Biographie
Hubert, Louis, Marie Deschamps vit le jour dans le 7e arrondissement de Paris, au 37 rue Vaneau. Il est issu d'une famille bourgeoise parisienne. Sa mère : Madeleine, Marie, Josèphe, Constance, Henriette, Marguerite Aubert. Son père : Paul Deschamps, conservateur du musée des Monuments français. Il débute en 1943 des études aux Beaux-Arts avant de s'engager à 20 ans et de faire partie de la 2e DB.
Il commence sa carrière après la guerre, auprès de Jean Dasté, pionnier de la décentralisation, à Saint-Étienne, après avoir tâté du cabaret à la Rose Rouge et aux Trois Baudets. Il se produit avec Jacques Dufilho, avec qui il écrit et interprète des sketches. On le voit dans de nombreuses pièces de boulevard, notamment Croque-Monsieur de Marcel Mithois, avec Jacqueline Maillan.
Louis Malle est l'un des premiers à lui confier un rôle important au cinéma dans Zazie dans le métro en 1960, mais c'est Maurice Pialat qui lui offre en 1973, son unique premier rôle, dans La Gueule ouverte. Sa carrière est alors partagée entre théâtre de boulevard et seconds rôles au cinéma, jouant souvent le Français moyen.
Il est le policier qui apprend le métier à Coluche dans Inspecteur la Bavure en 1980. Il joue dans de nombreux téléfilms, comme L'Affaire Seznec en 1992.
Il meurt en 1998  d'une crise cardiaque et est inhumé dans la concession familiale au cimetière communal de Chêne-Arnoult (Yonne).
Il est l'oncle du metteur en scène Jérôme Deschamps.

## Décorations
- Médaille militaire
- Croix de guerre 1939-1945

## Théâtre
- 1949 : La Fête du gouverneur d'Alfred Adam, mise en scène Jean-Pierre Grenier, théâtre de la Renaissance
- 1949 : Liliom de Ferenc Molnár, mise en scène Jean-Pierre Grenier, théâtre de la Renaissance
- 1950 : L’Étranger au théâtre d'André Roussin, Cabaret Chez Gilles
- 1950 : Les Gaités de l'escadron de Georges Courteline, mise en scène Jean-Pierre Grenier, théâtre de la Porte-Saint-Martin
- 1951 : Les Trois Mousquetaires d'Alexandre Dumas, mise en scène Jean-Pierre Grenier, théâtre de la Porte-Saint-Martin
- 1951 : Le Sabre de mon père de Roger Vitrac, mise en scène Pierre Dux, théâtre de Paris
- 1952 : L'Île au trésor de Léon Chancerel d'après Robert Louis Stevenson, théâtre de la Porte-Saint-Martin
- 1952 : Les Gueux au paradis de Gaston-Marie Martens, théâtre de la Porte-Saint-Martin
- 1952 : Philippe et Jonas d'Irwin Shaw, mise en scène Jean-Pierre Grenier, théâtre de la Gaîté-Montparnasse
- 1953 : La Garde-malade d'Henri Monnier, mise en scène Georges Wilson, Festival d'Avignon
- 1953 : Le Médecin malgré lui de Molière, mise en scène Jean-Pierre Darras, Festival d'Avignon
- 1953 : Trésor de Roger Mac Dougall, mise en scène Pierre Dux, théâtre des Bouffes-Parisiens
- 1954 : Eugénie les larmes aux yeux de Charles Daurat, mise en scène Maurice Jacquemont, Studio des Champs-Élysées
- 1954 : Affaire vous concernant de Jean-Pierre Conty, mise en scène Pierre Valde, théâtre de Paris
- 1955 : Les Petites Filles modèles d'Albert Vidalie et Louis Sapin, mise en scène Jean-Pierre Grenier, Cabaret La Fontaine des Quatre-Saisons
- 1955 : Au jour le jour de Jean Cosmos, mise en scène François Billetdoux, théâtre de l'Œuvre
- 1955 : Le mal court de Jacques Audiberti, mise en scène Georges Vitaly, théâtre La Bruyère
- 1957 : La Mégère apprivoisée de Jacques Audiberti, mise en scène Georges Vitaly, théâtre de l'Athénée
- 1957 : Fuenteoveruna de Lope de Vega, Festival de Montauban
- 1957 : La Chanson de Roland, Festival de Carcassonne
- 1957 : Tout est bien qui finit bien de William Shakespeare, Festival de Carcassonne
- 1958 : Lady Godiva de Jean Canolle, mise en scène Michel de Ré, théâtre de Paris
- 1958 : L'Auteur de Marcel Mithois, théâtre de la Renaissance
- 1959 : L'Hurluberlu de Jean Anouilh, mise en scène Roland Piétri, Comédie des Champs-Élysées
- 1959 : Zazie dans le métro de Raymond Queneau, théâtre des Trois Baudets
- 1961 : Cache-toi vilain ! de Jacques Florian et François Chatel, théâtre des Capucines
- 1961 : Les Béhohènes de Jean-Pierre Darras et Jean Cosmos, mise en scène Jean-Pierre Darras, théâtre du Vieux-Colombier
- 1961 : Arden de Feversham adaptation Yves Jamiaque, mise en scène Bernard Jenny, théâtre du Vieux-Colombier
- 1962 : Le Fils d'Achille de Claude Chauvière, mise en scène Michel de Ré, théâtre des Nouveautés
- 1962 : Victor ou les Enfants au pouvoir de Roger Vitrac, mise en scène Jean Anouilh et Roland Piétri, théâtre de l'Ambigu
- 1963 : Victor ou les Enfants au pouvoir de Roger Vitrac, mise en scène Jean Anouilh et Roland Piétri, théâtre de l'Athénée
- 1963 : Sémiramis de Marc Camoletti, mise en scène Michel de Ré, théâtre Édouard VII
- 1964 : Croque-monsieur de Marcel Mithois, mise en scène Jean-Pierre Grenier, théâtre Saint Georges
- 1966 : Croque-monsieur de Marcel Mithois, mise en scène Jean-Pierre Grenier, théâtre des Ambassadeurs
- 1967 : L'Avare de Molière, TNP
- 1967 : L'Heureux Stratagème de Marivaux, TNP
- 1967 : Saint-Dupont de Marcel Mithois, mise en scène Jean-Pierre Grenier, théâtre de la Renaissance
- 1968 : Adieu Berthe de John Murray et Allen Boretz, mise en scène Jacques Charon, théâtre des Bouffes-Parisiens
- 1968 : La Seconde Surprise de l'amour de Marivaux
- 1969 : Arlequin valet de deux maîtres de Carlo Goldoni
- 1969 : Cher Antoine ou l'Amour raté de Jean Anouilh, mise en scène Jean Anouilh et Roland Piétri, Comédie des Champs-Élysées
- 1970 : Le Médecin malgré lui de Molière, Festival de Chaalis Abbaye de Chaalis
- 1970 : La Fuite de Mikhaïl Boulgakov, mise en scène Pierre Debauche, théâtre des Amandiers
- 1971 : Turandot ou le Congrès des blanchisseurs de Bertolt Brecht, mise en scène Georges Wilson, TNP théâtre de Chaillot
- 1972 : Tu étais si gentil quand tu étais petit de Jean Anouilh, mise scène Jean Anouilh et Roland Piétri, théâtre Antoine
- 1972 : Honni soit qui mal y pense de Peter Barnes (en), mise en scène Stuart Burge, théâtre de Paris
- 1975 : Crime et Châtiment de Fiodor Dostoïevski, mise en scène Robert Hossein, Maison des Arts de Créteil, théâtre de Paris
- 1981 : Le Butin de Joe Orton, mise en scène Étienne Bierry, théâtre de Poche Montparnasse
- 1983 : Le Dindon de Georges Feydeau, mise en scène Jean Meyer, théâtre des Célestins
- 1984 : Le Dindon de Georges Feydeau, mise en scène Jean Meyer, théâtre du Palais-Royal
- 1987 : Les Pieds dans l'eau de Michel Lengliney, mise en scène Éric Civanyan, théâtre de la Madeleine
- 1989 : Un chapeau de paille d'Italie d'Eugène Labiche et Marc-Michel, mise en scène Jean-Paul Lucet, théâtre des Célestins
- 1990 : La Foire d'empoigne de Jean Anouilh
- 1990 : La Cerisaie d'Anton Tchekhov, mise en scène Jacques Rosny, théâtre de la Madeleine
- 1992 : Samedi, dimanche et lundi d'Eduardo De Filippo, théâtre Silvia-Monfort
- 1998 : La Cerisaie de Tchekhov, Festival de Ramatuelle, mise en scène Georges Wilson

## Filmographie

### Cinéma
- 1950 : Quai de Grenelle d'Emil Edwin Reinert
- 1950 : La Rue sans loi de Marcel Gibaud : le monsieur qui vend son assiette
- 1951 : Le Dictionnaire des pin-up girls  de Marcel Gibaud - court-métrage
- 1951 : Bertrand cœur de lion de Robert Dhéry
- 1951 : Atoll K de Léo Joannon
- 1951 : Les Bonnes Manières d'Yves Robert - court-métrage
- 1953 : Les Amours finissent à l'aube d'Henri Calef
- 1953 : Venise  de Pierre Kast - court-métrage
- 1953 : À nous deux Paris  de Pierre Kast - court-métrage
- 1954 : Les hommes ne pensent qu'à ça d'Yves Robert
- 1954 : Papa, maman, la bonne et moi de Jean-Paul Le Chanois : le spectateur qui n'a pas dîné
- 1955 : Les Impures de Pierre Chevalier : le gendarme à l'hôtel Stella
- 1955 : Escale à Orly de Jean Dréville : Un douanier
- 1955 : French Cancan de Jean Renoir : Isidore, le garçon de café
- 1956 : Fernand cow-boy de Guy Lefranc : le maire
- 1956 : Courte Tête de Norbert Carbonnaux : le serveur du Gay Paris
- 1957 : L'Ami de la famille de Jacques Pinoteau : un peintre
- 1957 : Nous autres à Champignol de Jean Bastia
- 1957 : À pied, à cheval et en voiture de Maurice Delbez : M. Lefranc
- 1957 : Les Espions d'Henri-Georges Clouzot : Un espion
- 1957 : Un amour de poche de Pierre Kast : l'inspecteur
- 1957 : Comme un cheveu sur la soupe de Maurice Regamey : le banquier
- 1957 : Fernand clochard de Pierre Chevalier
- 1957 : En bordée de Pierre Chevalier
- 1958 : Les Surmenés  de Jacques Doniol-Valcroze - court-métrage
- 1958 : Le Sicilien de Pierre Chevalier : le voyageur allemand
- 1958 : Messieurs les ronds-de-cuir de Henri Diamant-Berger
- 1958 : Ascenseur pour l'échafaud de Louis Malle : le substitut
- 1959 : Meurtre en 45 tours d'Étienne Périer : le vendeur d'autos
- 1959 : Les Motards de Jean Laviron : le brigadier Plochut
- 1959 : Bobosse d'Étienne Périer : le souffleur
- 1959 : Les Affreux de Marc Allégret : Pomaret
- 1959 : La Marraine de Charley de Pierre Chevalier : le vendeur de voitures
- 1959 : Pantalaskas de Paul Paviot
- 1959 : Le Travail c'est la liberté de Louis Grospierre
- 1960 : La Famille Fenouillard d'Yves Robert : le maître d'école
- 1960 : La Corde raide de Jean-Charles Dudrumet : Carconi
- 1960 : La Millième Fenêtre  de Robert Ménégoz : Dumas
- 1960 : Zazie dans le métro de Louis Malle : Turandot
- 1961 : La Peau et les Os de Jean-Paul Sassy
- 1961 : L'Affaire Nina B.  de Robert Siodmak : Romberg
- 1961 : Les Livreurs de Jean Girault :  l'inspecteur
- 1961 : Auguste de Pierre Chevalier : le récitant
- 1961 : Une blonde comme ça de Jean Jabely
- 1962 : Janine de Maurice Pialat : Hubert - court-métrage
- 1962 : Les Bonnes Causes de Christian-Jaque : Mermet
- 1962 : Arsène Lupin contre Arsène Lupin d'Édouard Molinaro : le ministre
- 1962 : Tartarin de Tarascon de Francis Blanche et Raoul André : Ladévèze
- 1962 : Les Quatre Vérités, sketch Le Corbeau et le Renard d'Hervé Bromberger : l'avocat
- 1963 : À toi de faire... mignonne de Bernard Borderie
- 1963 : Le Feu follet de Louis Malle : D'Averseau
- 1964 : La Bonne Soupe de Robert Thomas : un client de Marie-Paule
- 1964 : Aurélia de Anne Dastrée : l'inspecteur de police - court métrage
- 1964 : Des pissenlits par la racine de Georges Lautner : le général Fréderic Cédille
- 1964 : Les Durs à cuire  de Jacques Pinoteau : Robert Darsac
- 1964 : Patate de Robert Thomas : Adrien
- 1964 : La Chance et l'Amour, segment La Chance du guerrier de Claude Berri : Deschamps
- 1964 : Les Barbouzes de Georges Lautner : le douanier
- 1964 : Le Petit Claus et le Grand Claus (TV), d'après le conte de Hans Christian Andersen, Grand Claus et Petit Claus : le sacristain
- 1965 : La Corde au cou de Joseph Lisbona : le patron
- 1965 : Les Copains d'Yves Robert : le député-maire Cramouillat
- 1965 : Un monsieur de compagnie de Philippe de Broca : le curé
- 1965 : L'Or du duc de Jacques Baratier
- 1965 : Les Bons Vivants  de Georges Lautner : le juge Hardouin
- 1966 : Moi et les hommes de quarante ans  de Jack Pinoteau : le directeur du journal
- 1967 : Le Dimanche de la vie de Serge Bourguignon et Jean Herman : Bourrelier
- 1967 : Bang-Bang de Serge Piollet : le client mécontent
- 1968 : Le Tatoué de Denys de La Patellière : le professeur Mortemont
- 1969 : Un merveilleux parfum d'oseille de Rinaldo Bassi : le patron d'Yves
- 1970 : Macédoine de Jacques Scandelari
- 1971 : Comptes à rebours de Roger Pigaut : le concierge
- 1972 : L'Ingénu de Norbert Carbonnaux : le bailli
- 1972 : Trop jolies pour être honnêtes de Richard Balducci : le droguiste
- 1973 : Na ! de Jacques Martin : l'évêque
- 1973 : Le Magnifique de Philippe de Broca : le vendeur
- 1974 : La Soupe froide de Robert Pouret : Delaville
- 1974 : Les Gaspards de Pierre Tchernia : l'abbé Lestinguois
- 1974 : Gross Paris de Gilles Grangier : le généralissime
- 1974 : La Gueule ouverte de Maurice Pialat : Roger, le père
- 1974 : Au suivant  d'Ariel Zeitoun - court-métrage
- 1974 : Le Trio infernal de Francis Girod : Detreuil
- 1975 : Zig-Zig de Lazlo Szabo : Monsieur Jean
- 1975 : Soldat Duroc, ça va être ta fête de Michel Gérard : le père de Nicole
- 1975 : Sérieux comme le plaisir de Robert Benayoun : l'homme au restaurant
- 1975 : Le Mâle du siècle de Claude Berri : Hubert
- 1975 : C'est dur pour tout le monde de Christian Gion : Martin
- 1975 : Chobizenesse de Jean Yanne : Taffarel
- 1975 : On a retrouvé la 7e compagnie de Robert Lamoureux : le pharmacien
- 1976 : Bartleby de Maurice Ronet : le gérant
- 1977 : Solveig et le Violon turc de Jean-Jacques Grand-Jouan (inédit)
- 1978 : Tendre Poulet de Philippe de Broca : Charmille
- 1978 : La Zizanie de Claude Zidi : le concierge de l'hôtel
- 1979 : Coup de tête de Jean-Jacques Annaud : le directeur de la prison
- 1979 : Rue du Pied de Grue de Jean-Jacques Grand-Jouan : Rachafort
- 1979 : Démons de midi de Christian Paureilhe : le réceptionniste à Lyon
- 1980 : Le Roi et l'Oiseau, dessin animé de Paul Grimault : le sentencieux (voix)
- 1980 : Les Sous-doués de Claude Zidi : Léon Jumaucourt
- 1980 : La Banquière de Francis Girod : le commissaire à Meudon
- 1980 : T'inquiète pas, ça se soigne  de Eddy Matalon : Siméon
- 1980 : Inspecteur la Bavure de Claude Zidi : Marcel Watrin
- 1981 : Les Surdoués de la première compagnie de Michel Gérard : le médecin-major
- 1981 : L'Amour trop fort de Daniel Duval : Jean Dumaine
- 1981 : San Antonio ne pense qu'à ça  de Joël Séria : Pinuche
- 1981 : Pourquoi pas nous ? de Michel Berny : l'ophtalmo
- 1981 : Prends 10000 balles et casse toi de Mahmoud Zemmouri
- 1982 : Les Sous-doués en vacances de Claude Zidi : le chirurgien
- 1982 : Salut, j'arrive  de Gérard Poteau : le directeur de la banque
- 1982 : Ça va faire mal ! de Jean-François Davy : Henri Marcel / Dieu
- 1983 : Prends ton passe-montagne, on va à la plage de Eddy Matalon : Pépé
- 1983 : Ça va pas être triste de Pierre Sisser : le médecin
- 1983 : Garçon ! de Claude Sautet : Armand, et son arrière grand père lors du flashback
- 1983 : Un bon petit diable de Jean-Claude Brialy : Boxear
- 1984 : Vive le fric ! de Raphaël Delpard : Gaston Leblanc
- 1985 : L'Été prochain de Nadine Trintignant : le voisin de Paul
- 1985 : Tranches de vie de François Leterrier : le prisonnier
- 1985 : Adieu blaireau de Bob Decout : l'ivrogne bar Colette
- 1985 : Y'a pas le feu... de Richard Balducci : le curé
- 1987 : La Septième dimension de Laurent Dussaux
- 1987 : En silence de Benoït Pfauvadel - court-métrage
- 1987 : Association de malfaiteurs  de Claude Zidi : l'oncle Gadin
- 1988 : À notre regrettable époux de Serge Korber : l'imprimeur
- 1988 : Corps z'a corps de André Halimi : le commissaire de police
- 1988 : Bonjour l'angoisse de Pierre Tchernia : M. Robert
- 1989 : À deux minutes près de Éric Le Hung : Chotard
- 1989 : Mona et moi de Patrick Grandperret
- 1990 : Un jeu d'enfant de Pascal Kané : Pujol
- 1992 : L'Inconnu dans la maison de Georges Lautner : Beaupoil
- 1994 : Les Pieds sous la table de Marc-Henri Dufresne et François Morel - court-métrage
- 1999 : Le Voyage à Paris de Marc-Henri Dufresne : le vendeur de chaussures

### Télévision
- 1954 : Fraternité (téléfilm) de René Lucot
- 1956 : Eugénie Grandet de Maurice Cazeneuve
- 1957 : Le Plus Heureux des trois
- 1957 : En votre âme et conscience, épisode : L'Affaire Allard de  Jean-Paul Carrère
- 1961 : Le Trésor des 13 maisons
- 1962 : Quand on est deux série télévisée de Jacques-Gérard Cornu
- 1962 : La Lettre dans un taxi de François Chatel
- 1962 : Les Cinq Dernières Minutes, épisode C'était écrit de Claude Loursais : le végétarien
- 1963 : Tous ceux qui tombent : M. Slocum
- 1963 : Les Raisins verts de Jean-Christophe Averty
- 1963 : L'inspecteur Leclerc enquête de Claude Barma, épisode : Bonjour Commissaire
- 1964 : Les Aventures de Monsieur Pickwick : Tupman
- 1964 : Rocambole de Jean-Pierre Decourt (saison 2 : Les étrangleurs, et saison 3 : La belle jardinière) : Rouquerolles
- 1965 : Genousie : le professeur Vivier
- 1965 : Ubu roi : le capitaine Bordure
- 1965 : Les Jeunes Années, épisodes 2, 6, 8 : Maître Défaille, le père de Jean-François
- 1966 : Au théâtre ce soir : À la monnaie du Pape de Louis Velle, mise en scène de l'auteur, réalisation Pierre Sabbagh, théâtre Marigny
- 1967 : Anna de Pierre Koralnik : le présentateur TV
- 1967 : Saturnin Belloir de Jacques-Gérard Cornu : M. Darzac
- 1967 : Jean de la Tour Miracle : Meurongny
- 1968 : Les Compagnons de Baal de Pierre Prévert : le professeur de cambriole
- 1968 : Sérieux s'abstenir : l'Homme-singe / le vieil amiral
- 1969 : Que ferait donc Faber ?
- 1970 : Alice au pays des merveilles de Jean-Christophe Averty : le chapelier fou
- 1971 : Le Dessous des cartes d'une partie de whist : le marquis de Saint-Albans
- 1971 : Aux frontières du possible : épisode : L'Homme radar de Victor Vicas  : le général Carbonneau
- 1972 : Comme il vous plaira : le Beau
- 1973 : Le Voyage : le révérend père Lamb
- 1973 : Vogue la galère : Nicaise
- 1973 : Les Nouvelles Aventures de Vidocq, épisode "Vidocq et l'archange" de Marcel Bluwal
- 1974 : À vos souhaits... la mort : le juge Keller
- 1974 : Au pays d'Eudoxie ou le Satyre de la Villette : le commissaire
- 1974 : Les Cinq Dernières Minutes, épisode Les Griffes de la colombe de Claude Loursais : Mouton
- 1975 : Monsieur Jadis : Hubert
- 1977 : Richelieu ou Le Cardinal de Velours de Jean-Pierre Decourt : le maréchal de la Force
- 1977 : Les Folies Offenbach : Zimmer
- 1978 : Histoires de voyous : La Saison des voleurs de Michel Wyn : Fernand
- 1978 : Les Amours sous la Révolution : Les Amants de Thermidor de Jean-Paul Carrère
- 1978 : Les Amours sous la Révolution : André Chénier et la Jeune Captive de Jean-Paul Carrère : le marquis de Kermaden
- 1978 : Le Devoir de français
- 1979 : Les Insulaires : l'archéologue
- 1979 : Pierrot mon ami de François Leterrier : le veilleur de nuit
- 1980 : Mont-Oriol de Serge Moati : le docteur Honorat
- 1980 : Petit déjeuner compris - Feuilleton en 6 épisodes de 52 min - de Michel Berny : Blaise Jeandron
- 1980 : Les Visiteurs : Suder
- 1980 : La Grossesse de Madame Bracht : M. Bouton
- 1980 : Arsène Lupin joue et perd, série d’Alexandre Astruc : Steinweg
- 1981 : Le Mythomane : Mildred
- 1981 : Salut champion
- 1981 : L'Ennemi de la mort : M. Carol
- 1981 : Le Serment d'Heidelberg : M. Decamps
- 1981 : Histoire contemporaine : Piedagnel
- 1981 : Patricia  d'Emmanuel Fonlladosa
- 1982 : Une villa aux environs de New York
- 1982 : Le Village sur la colline : le père Antoine
- 1982 : Les Grands Ducs : Camille
- 1982 : Ralentir école : Marcel
- 1982 : Le Sage de Sauvenat : Hippolyte
- 1982 : La Démobilisation générale
- 1983 : Père Noël et fils
- 1984 : Sortie interdite : Alphonse
- 1985 : L'Homme des couloirs : Philibert
- 1985 : Maguy (série télévisée) : Max
- 1987 : Série noire : La Fée Carabine d'Yves Boisset : Papy Cabot
- 1987 : Les Cinq Dernières Minutes, épisode L'Amiral aux pieds nus de Pierre Desfons
- 1987 : Bonjour maître
- 1988 : La Belle Anglaise : Noël
- 1989 : David Lansky : Hong-Kong-sur-Seine : docteur Grignon
- 1991 : Myster Mocky présente : La Méthode Barnol de Jean-Pierre Mocky : Sostène
- 1992 : Maigret et la Nuit du carrefour : Edmond
- 1993 : L'Affaire Seznec d'Yves Boisset : Julien Legrand
- 1994 : Ferbac, épisode Le Carnaval des ténèbres : Louis-Philippe Ponceau

### Émission de télévision
- 1962 : Variations : Victor Hugo, émission poétique de Simone Cendrar sur Victor Hugo. Dans des décors successifs, Simone Cendrar, Hubert Deschamps, Robert Etcheverry et Henri Labussière interprètent des poèmes du grand homme, réalisation de Maurice Beuchey : (récit de poèmes)